# Bocchoris borbonensis
Bocchoris borbonensis là một loài bướm đêm trong họ Crambidae.